# 赴宴
《赴宴》（Banquet）是台灣公共電視台監製的金獎電視劇，探討議題含括環境生態保育、原住民生存和白色恐怖下的民間抗爭力量，架構與主題複雜龐大。

## 電視劇
《赴宴》由王小棣導演，稻田電影工作室製作，公共電視台監製，為公視五週年台慶的文學大戲。共25集，於2003年播出。劇情內容採過去與現代交錯方式拍攝，自日治時代末期、白色恐怖至現今生活，劇中人物隔祖孫三代之久；拍攝地點自平地深入山地，甚至遠赴英國拍攝。本劇風格清新，畫面徜徉在台灣山林之中，可一窺台灣自然之美；在語文上相當講究，國語、閩南語、日語、泰雅族語皆忠實呈現。劇情藉由學習園藝的女孩、關心生態的研究生、致力改善族人生活的原住民青年和前兩代立場相對的人物，表達為追求理想而努力的熱情與衝突。

### 角色
- 陳心潔
喜好園藝、性格開朗善良的女孩，個性柔和但卻相當頑強，一旦下定決心就勇往直前，即使操著一口破英文也要到英國留學學習園藝，回台灣後也常不顧安危隻身深入山林，還會賴在別人家學種花。目標是造出一座讓人待在裡頭就安心舒適的花園。

- 郭民峰
孤傲封閉又固執的森林所學生，志向是保護山林，希望能做出一份台灣的「樹口名簿」。堅持以自然放任的態度對待植物，反對任何形式的破壞，因此強烈對抗土地開發案，甚至心潔的園藝都是不允許的。外貌出色，被形容「十個女生有九個喜歡他，十個男生有五個欣賞他」。

- 馬志強
泰雅族青年，豪邁的個性，到處都能結交朋友。為促進原住民社區的發展而積極奮鬥，相當重視與關心部落，為改善族人生活而不停努力。與郭民峰以不同的角度看待土地開發案。

- 郭泉溪
郭民峰的祖父，出身地方世家，深具魅力且氣宇軒昂。一生為理念而戰，關懷台灣人民生活及主張自由平等思想。日治時代為對抗日本政府而奔走各地，國民政府時期又因反抗統治政權而被捕入獄，最後遭到槍決。

- 林彩華
郭泉溪的妻子、郭民峰的祖母。家世富裕，曾到日本接受教育。和丈夫共同懷抱對抗逆境的堅毅情感，但也因受丈夫牽連而一同入獄，即使出獄後依然受到國民政府的刁難。

- 江水樹
郭民峰住處的房東之子。雙腿殘疾，須靠輪椅行動，但他的心態卻最為健康與樂觀，活潑率真又童心未泯，生活態度相當積極。與民峰一同設計森林網站，自稱是民峰的大老婆。

- 陳怡欣
陳心潔的好友。雖然個性溫柔天然但養尊處優，抗壓性較不足。對自己的人生感到迷茫，不知生命的方向，尤其在見到江水樹積極的態度後而頗為自省。

- 老單
國民黨情治單位的特務，參與過郭泉溪的審訊。雖和郭泉溪立場不同但卻相當欣賞他，在郭泉溪遭槍決後懷抱愧咎感，之後照顧其妻兒的生活。但身為「殺父仇人」的耳語與壓力最終讓他選擇自我放逐，獨身上山墾地過著贖罪般的生活。他是馬志強念大學時的副校長，在其引薦下認識陳心潔。

- 陳怡康
陳怡欣同父異母的哥哥。帶商人氣息，與土地開發公司交涉，對陳心潔有好感。

- 王文華
郭民峰的學妹，仰慕郭民峰而甘願為他做任何事。

- 林嘉生
郭民峰的學弟，新聞系學生，因自卑而喜結識各系優秀同學。畢業後擔任記者一職，常和郭民峰一同進入山林，報導土地開發的問題。

- 陳美雲
陳心潔的大姊，勞工子女，生活際遇不順，最後罹癌過世。生前送了陳心潔一筆錢，心潔則打算利用這筆錢實現自己的夢想。

- 林淑音
立法委員，出身政治世家，和財團關係緊密。任用郭民峰為助理，但兩人各有算盤。

- 胡董事長
古月集團負責人，政商關係良好，投資土地開發案。

- 林燦雄
園藝系教授，馬志強的老師。因主張改善高山農業耕作方式而與郭民峰敵對。

- 蘇丙
吸收郭泉溪進入反對運動的台籍醫師。

### 製作團隊

#### 幕後工作人員
- 製作人：黃黎明
- 製作協調：張朝晟
- 導演：王小棣
- 編劇：王小棣、黃黎明、徐譽庭、溫郁芳
- 音樂：史擷詠

#### 主要演員
- 周幼婷 飾演 陳心潔
- 藍正龍 飾演 郭民峰
- 馬志翔 飾演 馬志強
- 竇智孔 飾演 郭泉溪
- 王逸詩 飾演 林彩華（出獄前）
- 張美瑤 飾演 林彩華（出獄後）
- 尤學廷 飾演 江水樹
- 安原良 飾演 老單（青年）
- 朱陸豪 飾演 老單（中年）
- 張國棟 飾演 老單（老年）
- 張鈞甯 飾演 陳怡欣
- 洪誠陽 飾演 陳怡康

### 音樂
《赴宴》的配樂由史擷詠作曲，入圍金曲獎最佳流行音樂演奏專輯獎，主題曲《泰雅古訓》為「飛魚雲豹音樂工團」雲力思在《生命之歌》專輯所演唱。電視原聲帶（收錄主題曲）由風潮唱片發行。
- 片頭曲：〈泰雅古訓〉
演唱：雲力思
- 片尾曲：〈赴宴〉
演唱：蕭蔓萱 作曲：史擷詠

### 主要拍攝地點
英國
- 霍華古堡（Castle Howard）

台灣
- 宜蘭市設治紀念館
- 平溪
- 拉拉山（天山農場）
- 雪霸休閒農場
- 大肚山
- 梨山（和平農場）"山谷裡的家"民宿
- 菁寮

## 小說及相關作品
- 《赴宴》
電視改編小說，在電視劇未能表現的內心部分作更多的補述。
作者：溫郁芳，圓神出版社出版。
- 《藍色小括弧》
視為赴宴前部曲，劇中女主角所著的日記文學。
作者：藍色小括弧，插畫：李鴻祥，春天出版社出版。

## 得獎
- 2004台灣廣播電視金鐘獎 電視獎項戲劇節目獎
- 第十五屆金曲獎 最佳流行音樂演奏專輯獎（入圍）

## 外部連結
- （繁體中文）公共電視台《赴宴》官方網站 （页面存档备份，存于）
- （繁體中文）風潮唱片《赴宴》介紹網頁
- 互联网电影数据库（IMDb）上《赴宴》的资料（英文）